# Máximo Rolón
Máximo „Chimo“ Rolón (* 18. November 1934) ist ein ehemaliger paraguayischer Fußballnationalspieler.

## Karriere
Der nur 1,56 m großgewachsene Rolón entstammt den Reihen des Club Libertad, einem Spitzenverein aus der Hauptstadt Asunción. Mit Libertad gewann er die paraguayische Meisterschaft von 1955. Zudem war er in den Jahren 1954 bis 1956 drei Mal in Serie Torschützenkönig der Liga, etwas was außer ihm keiner erreicht hat. Dabei erzielte er jeweils 24, 25, respektive 23 Treffer.
Zwischen 1955 und 1956 spielte er auch 15 Mal für die Nationalmannschaft von Paraguay und erzielte dabei 8 Treffer. Mit ihr nahm er unter anderem an den Südamerikanischen Fußballmeisterschaften von 1955 in Chile und 1956 in Uruguay teil. Beim Turnier 1955 zählte er dabei mit fünf Toren zu den treffsichersten Stürmern.
1957 ersetzte er beim chilenischen Verein Everton de Viña del Mar den vormaligen Torschützenkönig René Meléndez, der zu Universidad de Chile abwanderte. Bei Everton wurde er unter Trainer Carlos Aldabe zum gefährlichsten Angreifer der Mannschaft und bei der Erstausspielung der Copa Chile 1958 war er mit sieben Treffern Torschützenkönig des Wettbewerbs. Auch in der Meisterschaft zählte er zu den bedeutenderen Torjägern. 1960 spielte er bei CD San Luis de Quillota.
1961 spielte Máximo Rolón bei América de Cali unter dem argentinischen Trainer El Maestro Adolfo Pedernera in Kolumbien. Herausragend in jener Zeit war der mit 5:0 bislang höchste Sieg Américas im Derby gegen den Lokalrivalen Deportivo Cali, dem Clásico Vallecaucano, zu dem er zwei Tore beisteuerte. Bereits im April erzielte er alle drei Treffer Américas beim 3:1-Erfolg im ersten Clásico der Saison – ein „lupenreiner“ Hattrick zwischen der 58. und 77. Minute. Insgesamt erzielte er bei América 11 Treffer in 19 Spielen. Dass er nur bis September beim Verein blieb, verhinderte, dass er unter seinem Bruder Porfirio als Trainer antreten konnte, der ab Ende November bei América auf der Bank saß. Dieser war auch ein bedeutender Stürmer und stand ebenso in den Reihen von Libertad und América.
Máximo Rolón kehrte noch 1960 nach Chile zurück, wo er zunächst für die Santiago Wanderers und anschließend in der zweiten Liga beim mittlerweile untergegangenen Verein Valparaíso Ferroviarios spielte.
Im Juli 2003 wurde Máximo Rolón, der zuletzt bei der Stadtverwaltung von Asunción arbeitete, von Club Libertad als ein Spieler der herausragenden Meistermannschaft von 1955, die als beste Mannschaft des Vereins im 20. Jahrhundert gilt, zusammen mit seinen seinerzeitigen Mannschaftskameraden mittels eines Privatspieles gegen den mexikanischen Verein Deportivo Toluca nochmals geehrt. Seine Tochter lebt in Chile.

## Erfolge
Libertad
- Paraguayischer Meister: 1955

## Auszeichnungen
- Torschützenkönig der paraguayischen Primera División: 1954, 1955, 1956
- Torschützenkönig der Copa Chile: 1958